# Puku
Puku (Kobus vardonii) är en art i släktet vattenbockar som lever i Afrika. Epitet i det vetenskapliga namnet är tillsatt av naturforskaren David Livingstone för att hedra sin vän, storvildjägaren Frank Vardon (1813–1860). Tidigare betraktades arten som en sydlig variant av Ugandakob men på grund av skillnader i storleken och socialt beteende räknas den idag som självständig art.

## Kännetecken

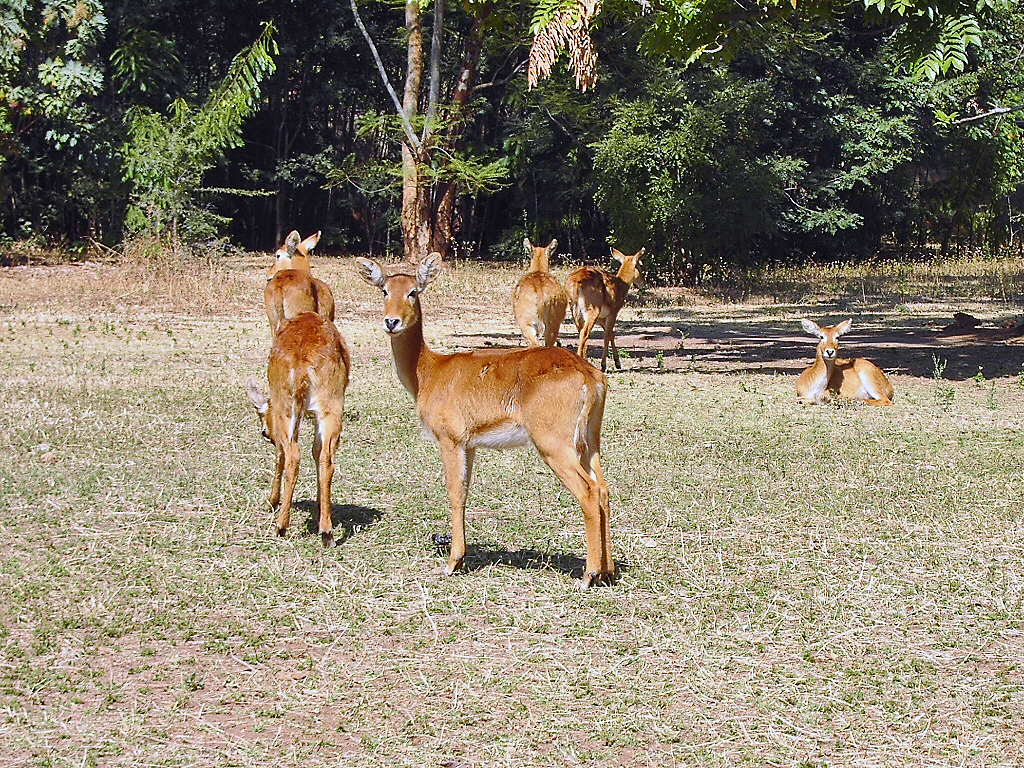
En grupp honor

Pälsens färg är huvudsakligen gulbrun, lite ljusare vid sidorna och gråvit vid buken. Hannar bär ungefär 50 centimeter långa horn som påminner i utseende om en lyra. Mankhöjden ligger vid 80 centimeter och vikten mellan 70 och 80 kilogram.

## Utbredning och habitat
Arten har ett större utbredningsområde i Centralafrika men territoriet är delat i flera avsnitt. Stora populationer finns i Kongo-Kinshasa, Zambia, Botswana (bara i Chobe nationalpark) och Angola. Habitatet utgörs av kärr och andra våtmarker.

## Levnadssätt
Honor lever i flockar som består av 5 till 20 eller 30 individer. Under regntiden sammansluter sig flera flockar till en större flock. Hannar lever ensam och etablerar ett revir. De provar att kvarhålla flockar av honor i området. Puku äter främst gräs. De är aktiva tidigt på morgonen och sent på kvällen.